# 赞成尊严
赞成尊严（西班牙語：Apruebo Dignidad，缩写为AD）是智利的一个已不存在的选举联盟。该联盟成立于2021年1月11日，由平等党、广泛阵线和值得智利组成，为应对2021年智利制宪会议选举而成立。
在2021年智利制宪会议选举中，该联盟赢得1069225张选票（得票率18.74%）和28个制宪会议席位，排名第二。
在2021年智利大选中，该联盟推举的候选人加夫列尔·博里奇当选总统；同时，该联盟赢得37个众议院席位（排名并列第二）和5个参议院席位（排名第三）。2023年解散前，为智利执政联盟。

## 组成
- 值得智利
  - 智利共产党
  - 社会绿色地区主义联盟
  - 人文主义行动
  - 智利基督教左翼
- 广泛阵线
  - 民主革命
  - 社會融合
  - 共同
  - 联合运动
  - 共同力量

## 前成员
- 平等党（2021年8月退出；2021年6月－8月参加值得智利）
- 自由意志左翼（2021年8月退出；值得智利前成员）